# Viréo de Hutton
Vireo huttoni
Espèce
Répartition géographique
Statut de conservation UICN

 LC  : Préoccupation mineure
Le Viréo de Hutton (Vireo huttoni) est une espèce de passereaux de la famille des Vireonidae.
Son nom est attribué à l'ingénieur civil américain William Rich Hutton (en) (1826-1901).

## Répartition et sous-espèces
Selon la classification de référence du Congrès ornithologique international (15.1, 2025) il se répartit en douze sous-espèces :
- V. h. obscurus Anthony, 1891 — de la Colombie-Britannique au nord de la Californie ;
- V. h. parkesi Rea, 1991 — centre-nord de la Californie ;
- V. h. sierrae Rea, 1991 — Sierra Nevada ;
- V. h. huttoni Cassin, 1851 — centre de la Californie ;
- V. h. oberholsi Bishop, 1905 — sud de la Californie et nord de la péninsule de Basse-Californie ;
- V. h. unitti Rea, 1991 — île Santa Catalina ;
- V. h. cognatus Ridgway, 1903 — sud de la péninsule de Basse-Californie ;
- V. h. stephensi Brewster, 1882 — sierra Madre occidentale ;
- V. h. carolinae Brandt, 1938 — sud du Texas et nord-est du Mexique ;
- V. h. pacificus Phillips, 1966 — sud-ouest du Mexique ;
- V. h. mexicanus Ridgway, 1903 — centre/sud du Mexique ;
- V. h. vulcani Griscom, 1903 — Chiapas et sierra Madre de Chiapas.